# Arbetarsparbanken

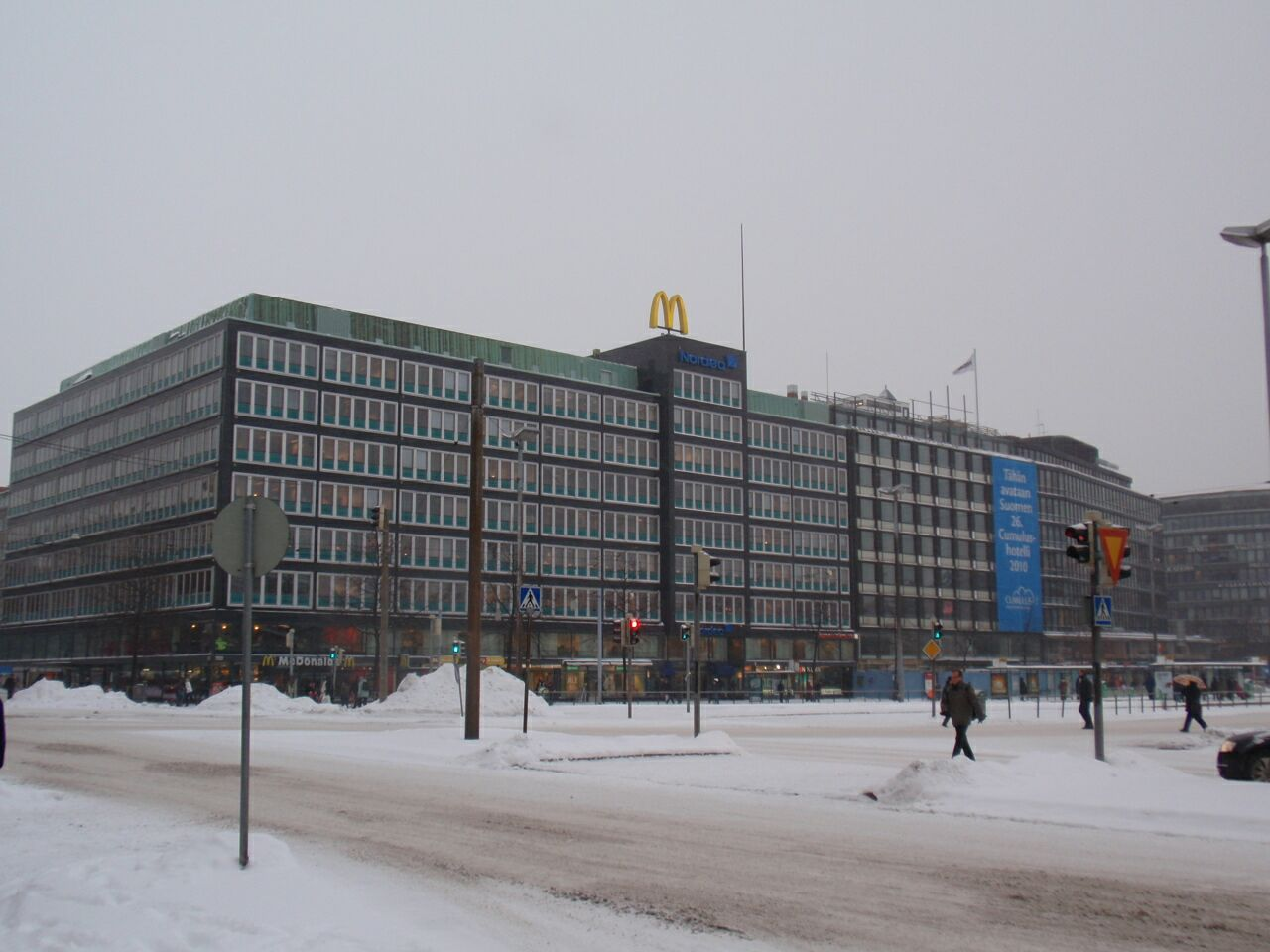
Arbetarsparbankens huvudkontor i Helsingfors 1958-1992.

Arbetarsparbanken, finska Suomen Työväen Säästöpankki (1971-1989) eller STS-pankki Oy (1989-1992) var en bank i Finland med stark anknytning till arbetarrörelsen. Arbetarsparbanken bildades 1971 då fem lokala arbetarsparbanker gick samman där den äldsta var Helsingfors arbetarsparbank som grundats 1909. År 1990 uppgick även Grundbanken i Arbetarsparbanken och 1992 gick denna nästan bankrutt och såldes till Kansallis-Osake-Pankki (KOP) som senare blev en del av Nordea. 
Mauno Koivisto var vd för banken i Helsingfors 1959-1968.